# Ichán
Ichán es una localidad del estado mexicano de Michoacán. Es parte del municipio de Chilchota.

## Toponimia
El nombre «Ichán» proviene de los términos en náhuatl: ichan. Su significado es «Residencia» o «Morada».

## Demografía
| Gráfica de evolución demográfica |
|                                  |

| Censo | Población |
| ----- | --------- |
| 1900  | 888       |
| 1910  | 793       |
| 1921  | 565       |
| 1930  | 678       |
| 1940  | 776       |
| 1950  | 847       |
| 1960  | 1292      |
| 1970  | 1834      |
| 1980  | 845       |
| 1990  | 3542      |
| 2000  | 3368      |
| 2010  | 3883      |
| 2020  | 4274      |